# チェコスロバキア国民社会党
チェコスロバキア国民社会党（ - こくみんしゃかいとう、Československá strana národně socialistická、ČSNS）は、チェコスロバキアの中道左派政党。主な政治家に、エドヴァルド・ベネシュ（首相、外相、大統領）、ヴァーツラフ・クロファーチ（国防相、上院議長）、イジー・ストシーブルニー（郵政通信相、鉄道相、国防相）がいる。

## 党名の変遷
- 1897年、国民労働者党（Strana národních dělníků）
- 1898年、チェコ国民社会党（Česká strana národně sociální）
- 1919年、チェコスロバキア社会党（Československá strana socialistická）
- 1926年、チェコスロバキア国民社会党（Československá strana národně socialistická）
- 1948年、チェコスロバキア社会党（Československá strana socialistická）
- 1989年、自由国民社会党(Liberální strana národně sociální)
- 1995年、自由民主党＝国民社会自由党（Svobodní demokraté – Liberální strana národně sociální ）
- 1997年、チェコ国民社会党（Česká strana národně sociální）

## 歴史
1897年4月に青年チェコ党内でハプスブルク帝国からの独立を求める社会主義者のグループが設立した。
チェコスロバキア建国後、同じ左派政党である社会民主党ともに、労働者の利益を代表し、連立政権の一翼を担った。1921年、エドヴァルド・ベネシュを首班とする政権が成立し、3名の閣僚を出した。しかしアントニーン・シュヴェフラ政権において、連立相手との対立が表面化した。たとえば、1925年、宗教政策をめぐってカトリック系の人民党への譲歩に抗議して、ストシーブルニーが独断で閣僚を辞任する事態に至った。そして農作物関税法案をめぐって対立が決定的となり、1926年に成立した第3次シュヴェフラ政権に社民党とともに加わらず、野党となった。1929年のフランチシェク・ウドルジャル政権発足と下院選挙を受けて、社民党やドイツ社民党とともに連立に復帰し、1938年の第一共和国崩壊まで政権与党として活動した。
党指導をめぐって、ベネシュとストシーブルニーの間で対立があり、1926年にストシーブルニーが党を追放された。
1938年のミュンヘン会談後、国民社会党は、農業党、人民党などと一緒に新政党の国民統一党に合流した。また一部は社民党が立ち上げた国民労働党に加わった。
第二次大戦後、ペトル・ゼンクルの指導下で再建され、国民戦線に参加した。1948年2月の共産化によって、ゼンクルをはじめ指導部は亡命し、ロンドンで自由チェコスロバキア評議会を作った。
1989年のビロード革命後、活動を再開したが、十分な支持を集めることができず、1995年には自由民主党と合同し、自由民主党＝国民社会自由党を結成した。しかし1996年の下院選挙で議席を得られず、党は分裂し、1997年にチェコ国民社会党に党名を改称した。しかしその後も得票率が1％に届かず、また資金難のため、国政レベルでは泡沫政党にとどまっている。地方議会には若干の議席を有している。

### 国会議席数の推移
- 1918年、29議席（革命国民議会）
- 1920年、24議席
- 1925年、28議席
- 1929年、32議席
- 1935年、28議席
- 1946年、55議席
- 1990年、0議席
- 1992年、16議席[5]
- 1996年、0議席
- 1998年、0議席
- 2002年、0議席
- 2006年、0議席[6]
- 2010年、0議席[7]
- 2013年、0議席[6]

## 注
1. ↑  類似の党名を持つが、イデオロギー的に対極にある国家社会主義ドイツ労働者党の党綱領は、国民社会党のそれをコピーしたといわれる。Erik von Kuehnelt-Leddihn, Leftism Revisited, Regnery Gateway, Washington D.C., 1990, pp. 145-146.
2. ↑  ただし、ベネシュは引き続き外相を務めた（専門家枠として入閣）。
3. ↑  ストシーブルニーは、急進国民社会党、さらに国民連盟を結成し、ファシズム勢力に接近していった。
4. ↑  オタカル・クラプカが副党首となった。
5. ↑  自由社会同盟として参加。
6. 1 2  選挙に不参加。
7. ↑  プラハ選挙区から個人立候補。